# رودني باكستر
رودني باكستر (بالإنجليزية: Rodney Baxter)‏ هو فيزيائي أسترالي، ولد في 8 فبراير 1940 في لندن في المملكة المتحدة.

## الجوائز والتكريم
- جائزة داني هينمان للفيزياء الرياضية (1987).[8]